# Simone Simon
Simone Simon, nata Simonne Thérèse Fernande Simon (Marsiglia, 23 aprile 1911 – Parigi, 22 febbraio 2005), è stata un'attrice francese.

## Biografia
Nata a Béthune (ma alcune fonti indicano Marsiglia) nel 1911, era figlia di Henri Louis Firmin Champmoynat, un ingegnere francese, pilota d'aereo nella seconda guerra mondiale che morì in un campo di concentramento, e di Erma Maria Domenica Giorcelli, una casalinga italiana. Prima di stabilirsi a Marsiglia, la Simon visse in Madagascar, a Budapest, Torino e Berlino. Si trasferì a Parigi nel 1931 e lavorò per un po' come cantante, modella e stilista. Pensò anche di diventare una scultrice. La Simon lavorò soprattutto per il Théâtre des Bouffes-Parisiens e, poi, riuscì ad ottenere una parte più importante con Sacha Guitry in Ô mon bel inconnu.
Dopo essere stata notata in un ristorante nel giugno 1931, alla Simon fu proposto un contratto cinematografico dal regista Viktor Turžanskij e pose, dunque, fine al progetto di diventare una stilista. Il suo debutto avvenne in Le chanteur inconnu (1931) e ben presto si affermò come una delle attrici francesi di maggior successo. La Simon, in seguito, confessò a un giornalista che, all'epoca del provino per Le chanteur inconnu, non aveva mai recitato prima. Nel 1932 le furono affidati altri ruoli di rilievo e divenne famosa per la partecipazione a Il lago delle vergini (1934) di Marc Allégret, che lei giudicò la sua prima scrittura degna di nota dopo Le chanteur inconnu. In alcune interviste successive, la Simon espresse la propria gratitudine nei confronti di Allégret, che secondo lei fu artefice del suo successo.
Dopo averla vista in Il lago delle vergini, Darryl F. Zanuck la portò a Hollywood nell'agosto 1935 con un'estesa campagna pubblicitaria. Prima di accettare un contratto statunitense, la Simon lavorò in altri due film di Allégret, Occhi neri (1935) e Il sentiero della felicità (1935). In genere alle attrici straniere erano riservati mesi di preparazione prima di poter lavorare, ma alla Simon furono date solo poche settimane di lezioni di inglese prima di presentarsi sul set. Nel frattempo la 20th Century Fox stava incontrando difficoltà a trovare un ruolo che le calzasse. Il suo debutto cinematografico negli Stati Uniti era previsto con il film Messaggio segreto (1936), nel ruolo di una ragazza spagnola, ma fu sostituita da Rita Hayworth. A metà del 1935 fu scelta come protagonista in Sotto due bandiere (1936), ma fu licenziata durante la produzione.
Anche se fu detto che si ritirò per problemi di salute, venne in seguito rivelato che Zanuck l'aveva licenziata dopo dodici giorni di riprese a causa del suo comportamento capriccioso, che aveva contrariato il regista del film Frank Lloyd. In un'intervista del 1936, la Simon affermò che si era ammalata dopo varie settimane di prove per il film. Tuttavia, ammise che nelle fasi iniziali della produzione si era comportata in maniera capricciosa, sostenendo che era stata ispirata a comportarsi in quel modo a seguito di una conversazione con Marlene Dietrich, che le aveva detto che «una stella è tanto importante quanto lei stessa si rende tale». La Simon respinse ulteriori dichiarazioni sul fatto che fosse scortese o che lavorare con lei fosse difficile, spiegando alla stampa che all'inizio non era abituata allo stile di vita americano, che secondo lei era più estroverso di quello francese. Le precarie condizioni di salute la portarono al ricovero in ospedale, nel corso del quale fu convinta ad abbandondare il contratto con la major americana.

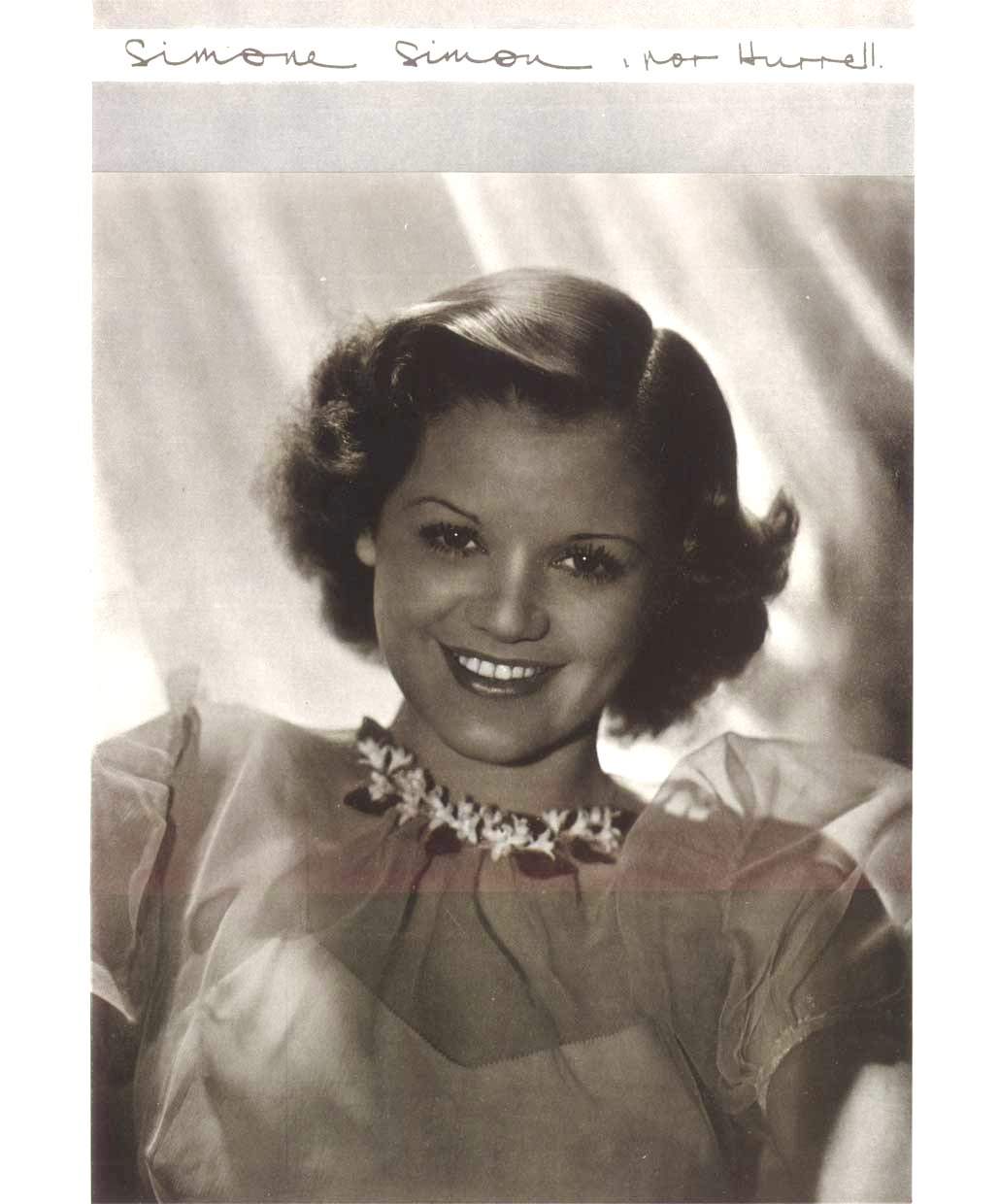
Simon nella pubblicità di una rivista argentina, con indosso l'abito da sposa del remake Settimo cielo (1937)

Poco dopo aver deciso di tornare in Francia. la 20th Century Fox le assegnò un ruolo da coprotagonista in Collegio femminile (1936). La Simon era attratta dalla trama e ravvisava «grandi possibilità» per il suo personaggio. Stando a quanto si dice, si dimostrò ancora una volta difficile da gestire, entrando in conflitto con Ruth Chatterton, la star del film, che riteneva che la Simon stesse ottenendo maggiori attenzioni. La Simon ammise di essere stata nervosa nel corso della produzione, poiché i dirigenti della casa cinematografica la sorvegliavano in ogni minima mossa Nonostante fosse stato pensato per essere il successo dell'anno, Collegio femminile fu presto dimenticato dal pubblico, rendendo il debutto della Simon nel cinema statunitense meno rimarchevole. Nonostante ciò la Simon fu accolta come una rivelazione e la critica lodò la sua interpretazione. Inoltre, le riviste riportarono che il film aveva consegnato l'attrice una fama immediata. Poco dopo l'uscita del film, fu ingaggiata per White Hunter, un film di serie B che l'avrebbe riavvicinata al produttore Irving Cummings. Durante le riprese, fu nuovamente colpita dall'influenza e dovette essere sostituita dall'attrice June Lang.
Tuttavia, la major si affrettò ad inserirla nella commedia romantica Ragazze innamorate (1936), in cui condivideva il ruolo di protagonista femminile con Janet Gaynor, Loretta Young e Constance Bennett, alcune delle quali contestarono il gran numero di scene che venivano date alla Simon. Era uno scontro fra titani e la Simon, con il suo ruolo, aveva poca possibilità di competere in modo efficace. Nel tentativo di evitare contrasti, assunse un assistente che le impedisse di finire in prima pagina per il suo caratteraccio. Nonostante la ragguardevole remunerazione, che includeva uno stipendio settimanale anche se il suo primo film americano era uscito più di un anno dopo il suo arrivo nel paese, i film della Simon per la 20th Century Fox ottennero solo un modesto successo. Tra gli altri, fu scritturata nel ruolo di Janet Gaynor nel remake del 1937 del classico del cinema muto Settimo cielo (1927), con al fianco James Stewart, che fu un fiasco. Successivamente, fu ingaggiata per Quei cari parenti (1937), ma a causa del marcato accento francese fu sostituita da Ann Sothern. Incapace di trovarle ruoli adatti, la casa cinematografica le concesse di andare per otto settimane in vacanza in Francia e, a seguito del suo ritorno nel giugno 1937, fu ingaggiata per Suez (1938), ma il progetto venne abbandonato e lei fu sostituita.
Nei tardi anni trenta la Simon fece ritorno in Francia, insoddisfatta dell'evoluzione della sua carriera americana e dei controeffetti della sua relativa fama. Prese parte a L'angelo del male (1938) di Jean Renoir. Con lo scoppio della seconda guerra mondiale, ritornò a Hollywood e lavorò per la RKO Radio Pictures, con la quale ottenne i suoi più grandi successi nel cinema in lingua inglese con L'oro del demonio (1941), Il bacio della pantera (1942) e Il giardino delle streghe (1944); gli ultimi due divennero parte di una serie di film horror prodotti da Val Lewton. Questi film non le portarono ulteriore fama e lavorò in pellicole mediocri fino alla fine della guerra. Tornò nuovamente in Francia per recitare e apparve in Il piacere e l'amore (1950). Da quel momento in poi, recitò in pochi altri film e comparve sullo schermo per l'ultima volta nel 1973.
La Simon non si sposò mai e non ebbe figli. La sua segretaria affermò che aveva dato la chiave d'oro del suo boudoir a tutti gli uomini che le piacevano, compreso George Gershwin. In ogni caso, come asserito dallo storico del cinema Gang Mank nel commento al DVD di Il bacio della pantera, la segretaria fu poi processata per estorsione ai danni del suo datore di lavoro e le sue parole sulla questione non posso considerarsi affidabili (la segretaria, in seguito, fu condannata e tra le condizioni della libertà vigilata fu incluso il fatto che non avrebbe più parlato dello scandalo della "chiave d'oro"). Negli anni cinquanta la Simon ebbe una relazione con il banchiere e proprietario di cavalli francese Alec Weisweiller, la cui moglie Francine fu uno dei mecenati di Jean Cocteau. Ebbe anche una relazione con Duško Popov, spia durante la seconda guerra mondiale il cui nome in codice era "Triciclo".
La Simon morì a Parigi il 22 febbraio 2005 per cause naturali. Pochi giorni dopo, il Ministro della Cultura francese Renaud Donnedieu de Vabres rilasciò una dichiarazione in cui celebrò «il suo fascino, il suo sorriso irresistibile», affermando che «con la morte di Simone Simon, perdiamo una delle attrici più seducenti e più brillanti del cinema francese della prima metà del ventesimo secolo». Nel 2011 l'attore e scrittore britannico Stephen Mosley le rese omaggio nel suo fortunato libro di racconti stravaganti The Boy Who Loved Simone Simon.

## Filmografia
- Le chanteur inconnu, regia di Viktor Turžanskij (1931)
- On opère sans douleur, regia di Jean Tarride (1931)
- Durand contre Durand, regia di Léo Joannon (1931)
- Santarellina (Mam'zelle Nitouche), regia di Marc Allégret (1931)
- Pour vivre heureux, regia di Claudio de la Torre (1932)
- La piccola cioccolataia (La Petite Chocolatière), regia di Marc Allégret (1932)
- Il figlio della strada (Un Fils d'Amérique), regia di Carmine Gallone (1932)
- Le Roi des palaces, regia di Carmine Gallone (1932)
- Tire au flanc, regia di Henry Wulschleger (1933)
- Prenez garde à la peinture, regia di Henri Chomette (1933)
- La stella di Valenzia (L'Étoile de Valencia), regia di Serge de Poligny (1933)
- Donna di lusso (Le Voleur), regia di Maurice Tourneur (1934)
- Il lago delle vergini (Lac aux dames), regia di Marc Allégret (1934)
- Il sentiero della felicità (Les Beaux Jours), regia di Marc Allégret (1935)
- Occhi neri (Les Yeux noirs), regia di Viktor Turžanskij (1935)
- Sotto due bandiere (Under Two Flags), regia di Frank Lloyd (1936) (scene tagliate)
- Collegio femminile (Girls' Dormitory), regia di Irving Cummings (1936)
- Ragazze innamorate (Ladies in Love), regia di Edward H. Griffith (1936)
- Settimo cielo (Seventh Heaven), regia di Henry King (1937)
- Una ragazza allarmante (Love and Hisses), regia di Sidney Lanfield (1937)
- Josette, regia di Allan Dwan (1938)
- L'angelo del male (La Bête humaine), regia di Jean Renoir (1938)
- Cavalcata d'amore (Cavalcade d'amour), regia di Raymond Bernard (1940)
- L'oro del demonio (The Devil and Daniel Webster), regia di William Dieterle (1941)
- Il bacio della pantera (Cat People), regia di Jacques Tourneur (1942)
- Tahiti Honey, regia di John H. Auer (1943)
- Mademoiselle Fifi, regia di Robert Wise (1944)
- Il giardino delle streghe (The Curse of the Cat People), regia di Gunther von Fritsch e Robert Wise (1944)
- Sette settimane di guai (Johnny Doesn't Live Here Any More), regia di Joe May (1944)
- Quello che mi è costato amare (Pétrus), regia di Marc Allégret (1946)
- Il porto delle tentazioni (Temptation Harbour), regia di Lance Comfort (1947)
- Donne senza nome, regia di Géza von Radványi (1949)
- Il piacere e l'amore (La Ronde), regia di Max Ophüls (1950)
- Olivia, regia di Jacqueline Audry (1951)
- Il piacere (Le Plaisir), regia di Max Ophüls (1952)
- I tre ladri, regia di Lionello De Felice (1954)
- La vita risorge (Das zweite Leben), regia di Victor Vicas (1954)
- The Extra Day, regia di William Fairchild (1956)
- La femme en bleu, regia di Michel Deville (1973)

## Doppiatrici italiane
- Lydia Simoneschi nei doppiaggi originali de Il bacio della pantera e Il giardino delle streghe
- Rina Morelli in I tre ladri, L'oro del demonio
- Dhia Cristiani in Il piacere e l'amore
- Vittoria Febbi nel ridoppiaggio de L'angelo del male
- Germana Dominici nel ridoppiaggio de Il bacio della pantera
- Paola Quattrini nel ridoppiaggio de Il giardino delle streghe